# Annectocyma australis
Annectocyma australis is een mosdiertjessoort uit de familie van de Annectocymidae. De wetenschappelijke naam van de soort is, als Pustulipora australis, voor het eerst geldig gepubliceerd in 1852 door George Busk.